# Municipio de Valley (condado de Knox)
El municipio de Valley (en inglés: Valley Township) es un municipio ubicado en el condado de Knox en el estado estadounidense de Nebraska. En el año 2010 tenía una población de 177 habitantes y una densidad poblacional de 1,91 personas por km².

## Geografía
El municipio de Valley se encuentra ubicado en las coordenadas 42°34′5″N 97°53′47″O / 42.56806, -97.89639. Según la Oficina del Censo de los Estados Unidos, el municipio tiene una superficie total de 92.7 km², de la cual 92,7 km² corresponden a tierra firme y (0 %) 0 km² es agua.

## Demografía
Según el censo de 2010, había 177 personas residiendo en el municipio de Valley. La densidad de población era de 1,91 hab./km². De los 177 habitantes, el municipio de Valley estaba compuesto por el 92,09 % blancos, el 3,95 % eran amerindios, el 1,13 % eran asiáticos, el 0,56 % eran de otras razas y el 2,26 % eran de una mezcla de razas. Del total de la población el 3,39 % eran hispanos o latinos de cualquier raza.